# Henning Mankell

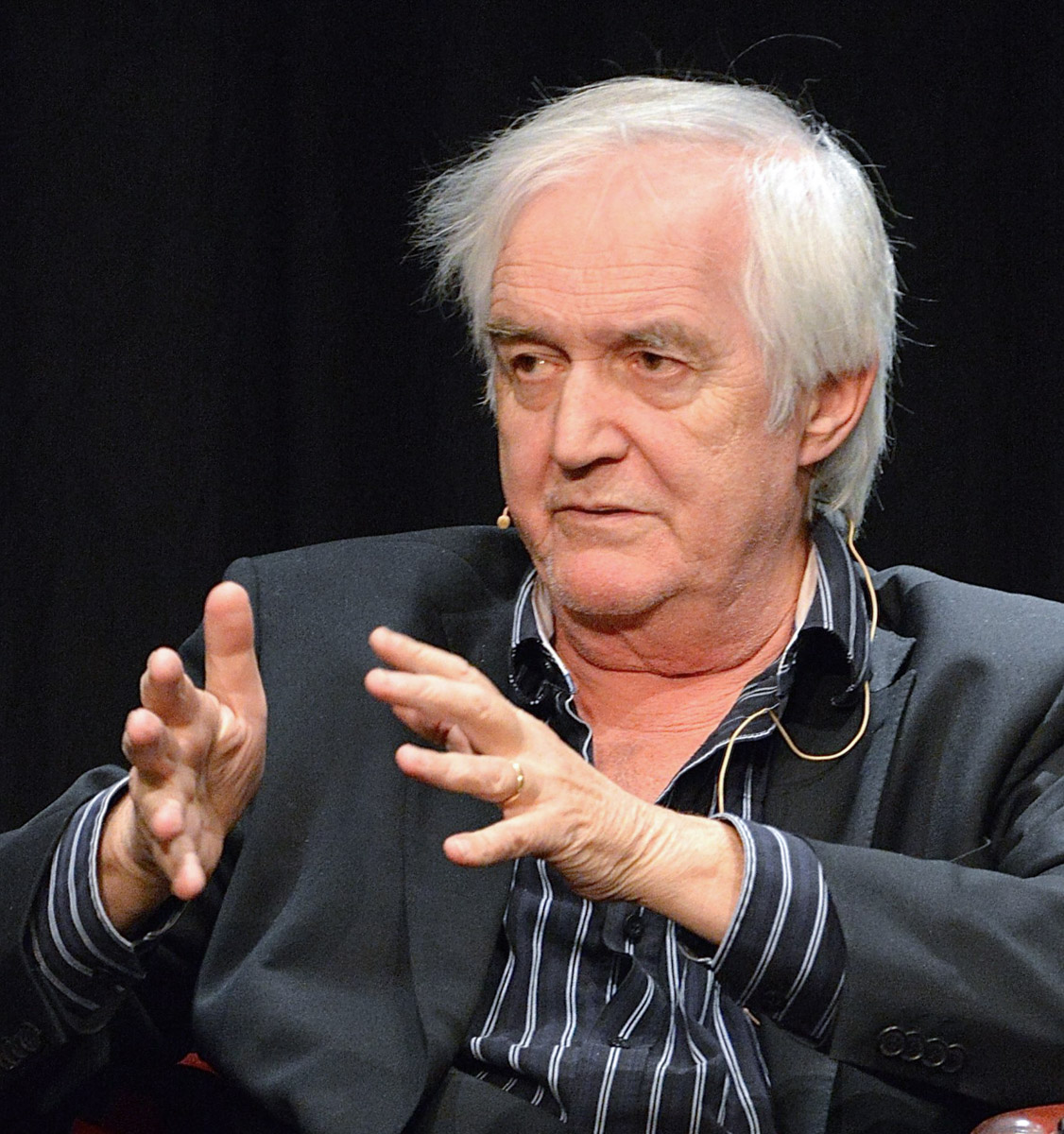
Samhällsdebattören Henning Mankell i ett framträdande under Strindbergsåret i Kulturhuset i Stockholm 2013.

Henning Georg Mankell (efternamnet uttalas med betoning på första stavelsen), född 3 februari 1948 i Sankt Görans församling i Stockholm, död 5 oktober 2015 i Särö i Släps församling, Hallands län, var en svensk författare och dramatiker. Han var mest känd för sina deckarromaner med kriminalkommissarie Kurt Wallander i huvudrollen. Hans böcker har sålts i över 40 miljoner exemplar.

## Biografi
Mankell var son till Ivar Mankell och Birgitta Bergström; modern senare omgift Wenström och Jarl. Mankells föräldrar separerade när han var ett år gammal, och han växte upp tillsammans med sin far och en äldre syster – först i Sveg i Härjedalen där hans far var häradshövding, och därefter i Borås i Västergötland. Först när han var 15 år fick han träffa sin mor, men de fick aldrig någon djupare kontakt och några år senare tog hon sitt liv.
Mankell hade redan som ung ambitionen att bli författare men också intresse för teater. Han gjorde sin första professionella teateruppsättning 1969 och var i början av 1970-talet med att starta den nya länsteatern Dalateatern i Falun. Mankell var i ungdomen politiskt engagerad i den vänsterradikala 68-rörelsen och deltog bland annat i protesterna mot Vietnamkriget, Portugals kolonialkrig i Afrika och mot apartheidregimen i Sydafrika. Han var också engagerad i föreningen Folket i Bild/Kulturfront. Sedan han träffat en norsk kvinna flyttade han till Norge, där han bodde under större delen av 1970-talet. Under sin tid i Norge kom Mankell i kontakt med det maoistiska Arbeidernes Kommunistparti (marxist-leninistene) och deltog aktivt i dess verksamhet, dock utan att vara partimedlem.
1984 blev Mankell chef för Kronobergsteatern, Växjö. Han introducerade där en ny vision för teaterns repertoarval vilket fokuserade på svenska pjäser; det visade sig bli en succé. Hans arbete vid teatern resulterade i att han inte publicerade någon roman 1984–1990.
Under många år var Mankell bosatt växelvis i Ystad, på Särö och i Maputo, Moçambique. I Maputo var han konstnärlig ledare för teatern Teatro Avenida. Mankell hade till skillnad från många andra aktiva inom 68-vänstern kvar sitt engagemang för tredje världen. Flera av hans senare romaner anknyter också till frågor om immigration från andra världsdelar till Sverige, rasism och kolonialism, till exempel Kinesen, Den vita lejoninnan och Eldens vrede. 
I samband med Mankells 50-årsdag 1998 instiftade hans dåvarande förlag Ordfront litteraturpriset Afrikas röst att utdelas till afrikanska författare.
Mankell startade tillsammans med Dan Israel det egna bokförlaget Leopard förlag 2001 i syfte att ge ut egen och annan samhällsengagerad litteratur, inte minst från tredje världen.
2007 skänkte Mankell och hans fru Eva Bergman 15 miljoner kronor till SOS-barnbyar för att bygga en by i Chimoio i västra Moçambique. Mankell har bland annat även donerat pengar till byn Nelvili i södra Indien genom organisationen Hand in Hand. I maj 2010 ingick Mankell som medföljande bland passagerarna på aktivistfartyget Ship to Gaza, vilket bordades av Israel. Mankell var bland dem som greps av den israeliska insatsstyrkan, men han släpptes (liksom flertalet) inom några dagar. Mankell deltog även i Ship to Gazas fartygskonvoj år 2011.

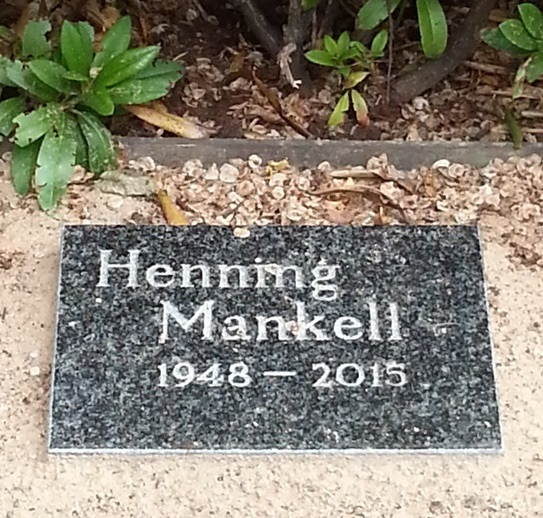
Mankells gravsten

I januari 2014 berättade Mankell i en tidningsartikel i Göteborgs-Posten att han drabbats av lungcancer som spridit sig i kroppen. Den 5 oktober 2015 avled han av sjukdomen, 67 år gammal. Han är begravd på Örgryte gamla kyrkogård i Göteborg.

### Biografiska tv-filmer
En tid före sin död bad han filmaren Stefan Jarl att göra en film, Henning Mankell Homo Narrans – den berättande människan, avsedd som Mankells "tanketestamente", där han berättade om episoder ur sitt liv och sin syn på livet och världen. Titeln är Mankells eget påfund, "den berättande människan", något han upplevde som mer rättvisande beskrivning av den så ofta egoistiska och destruktiva mänskligheten än "Homo sapiens", "den kloka människan". Han syftade på människans speciella behov av social kommunikation och att dela med sig av tankar och upplevelser – och på sin egen roll i livet. Den 7 oktober 2015 sändes filmen i Sveriges Television. 1999 gjorde även Birgitta Zachrisson dokumentärfilmen Henning Mankell... och därför berättar jag om och med honom från Afrika och Sverige.

## Familj
Henning Mankell var gift första gången 1980–1981 med Ulla Blom Ivarsson (född 1949), expert inom verksamhetsområdet mottagning på Migrationsverket. Hon är mor till hans enda barn, filmproducenten Jon Mankell (född 1980). Andra gången var han gift 1987–1997 med norska barnmorskan Kari Eidsvold-Mankell (född 1936, död i Portugal) och tredje gången 1998 till sin död med regissören Eva Bergman, dotter till filmregissören Ingmar Bergman och Ellen Bergman. Hans farfar var tonsättaren Henning Mankell.

## Relaterade kulturfenomen

### Kulturstipendier
År 1998 skapade Mankell Henning Mankells stiftelse och vad som blivit Sveriges största pris för dramatiker, Henning Mankell-stipendiet. Stipendiet förvaltas av Sveriges Dramatikerförbund och utdelas regelbundet vid slutet av året till utvalda, förtjänta svenska dramatiker, som ”genom sitt arbete visat socialt och politiskt engagemang samt intresse för Sveriges förhållande till omvärlden”.
Dessutom skapade Henning Mankell 2007 också ett separat författarstipendium för norrländska författare och donerade 2009 gården Jänspers i Härjedalen att genom vistelsestipendium bereda dramatiker och författare arbetsro vid en tids vistelse i huset.

### Kulturcentrum Mankell
År 2007 invigdes i uppväxtorten Sveg Kulturcentrum Mankell, ett kulturellt centrum för Härjedalen, för kulturverksamma och kulturintresserade med utställningar, föredrag med mera. Det fungerar också som ett centrum för information om Henning Mankells liv och arbete.

## Verk

### Filmer och TV-serier baserade på Mankells verk

#### Rolf Lassgårdsom Kurt Wallander
- 1994 – Mördare utan ansikte
- 1995 – Hundarna i Riga
- 1996 – Den vita lejoninnan
- 2001 – Villospår
- 2002 – Den femte kvinnan
- 2003 – Mannen som log
- 2005 – Steget efter
- 2006 – Brandvägg
- 2007 – Pyramiden

#### Lennart Jähkelsom Kurt Wallander
- 2003 – Talismanen

#### Krister Henrikssonsom Kurt Wallander
- 2005 – Innan frosten
- 2005 – Byfånen
- 2005 – Mastermind
- 2005 – Bröderna
- 2005 – Mörkret
- 2005 – Afrikanen
- 2006 – Fotografen
- 2006 – Den svaga punkten
- 2006 – Luftslottet
- 2006 – Täckmanteln
- 2006 – Blodsband
- 2006 – Jokern
- 2006 – Hemligheten
- 2009 – Hämnden
- 2009 – Skulden
- 2009 – Kuriren
- 2009 – Tjuven
- 2009 – Cellisten
- 2009 – Prästen
- 2009 – Läckan
- 2009 – Skytten
- 2009 – Dödsängeln
- 2009 – Vålnaden
- 2009 – Arvet
- 2009 – Indrivaren
- 2009 – Vittnet
- 2013 – Den orolige mannen
- 2013 – Försvunnen
- 2013 – Sveket
- 2013 – Saknaden
- 2013 – Mordbrännaren
- 2013 – Sorgfågeln

#### Jonas Karlssonsom Stefan Lindman
- 2004 – Danslärarens återkomst

#### Kenneth Branaghsom Kurt Wallander
- 2008 – Sidetracked
- 2008 – Firewall (Kurt Wallander)
- 2008 – One Step Behind
- 2010 – Faceless Killers
- 2010 – The Man Who Smiled
- 2010 – The Fifth Woman
- 2012 – An Event in Autumn
- 2012 – The Dogs of Riga
- 2012 – Before the Frost

### Pjäser
- Från valp till diktare
- Grävskopan
- Påläggskalven
- Antiloperna
- Att storma himlen
- Den samvetslöse mördaren Hasse Karlsson
- Darwins kapten
- En gammal man som dansar
- Hårbandet
- Innan gryningen
- Kakelugnen på myren
- Lampedusa
- Lögnhalsarna. Nio enaktare om Strindberg
- Mannen som byggde kojor
- Mörkertid
- Och sanden ropar
- Svarte Petter
- Teabag
- Älskade syster (Om Elise Ottesen-Jensen)
- Apelsinträdet
- Under trädet lever jag vidare

## Priser och utmärkelser
- 1991 – Nils Holgersson-plaketten för Hunden som sprang mot en stjärna
- 1991 – Bästa svenska kriminalroman för Mördare utan ansikte
- 1992 – Glasnyckeln för Mördare utan ansikte
- 1993 – Deutscher Jugendliteraturpreis för Hunden som sprang mot en stjärna
- 1995 – Bästa svenska kriminalroman för Villospår
- 1996 – ABF:s litteratur- & konststipendium
- 1996 – Astrid Lindgren-priset för barnboken Joel i Norrland och Sofia i Moçambique
- 1996 – BMF-plaketten för Den femte kvinnan
- 1996 – Expressens Heffaklump
- 1996 – Sveriges Radios Romanpris för Comédia infantil
- 1997 – Årets författare (SKTF)
- 1998 – Augustpriset (barn- och ungdomskategorin) för Resan till världens ände
- 2000 – Eldh-Ekblads fredspris
- 2001 – Bokjuryn (kategori 14–19 år)
- 2001 – Gold Dagger (Crime Writers' Association) för Sidetracked (Villospår)
- 2001 – Ystads kommuns kulturpris
- 2003 – Deutsche Bücherpreis. Publikumspreis
- 2006 – Medaljen Litteris et Artibus
- 2012 – Rivertonklubbens internationella hederspris